# Gouvernement Mas II
Généralité de Catalogne
Mas I Puigdemont
Le gouvernement Mas II (en catalan : Govern Mas (2)) est le gouvernement de la généralité de Catalogne entre le 27 décembre 2012 et le 13 janvier 2016, sous la Xe législature du Parlement.
Il est dirigé par le libéral Artur Mas, vainqueur à la majorité relative des élections parlementaires. Il succède au gouvernement Mas I cède le pouvoir au gouvernement de Carles Puigdemont après que JxSí a remporté la majorité relative aux élections parlementaires de 2015.

## Historique
Ce gouvernement est dirigé par le président de la Généralité libéral sortant Artur Mas. Il est constitué par Convergence et Union (CiU), fédération de la Convergence démocratique de Catalogne (CDC) et de l'Union démocratique de Catalogne (UDC). Seule, elle dispose de 50 députés sur 135, soit 37 % des sièges du Parlement. Il bénéficie du soutien sans participation de la Gauche républicaine de Catalogne (ERC), qui dispose de 21 députés, soit 15,6 % des sièges du Parlement.
Il est constitué après les élections parlementaires du 25 novembre 2012.
Il succède donc au gouvernement Mas I, constitué dans des termes identiques, ayant bénéficié de l'abstention du Parti des socialistes de Catalogne (PSC) pour accéder au pouvoir puis du Parti populaire pour faire voter deux lois de finances.

### Formation
Au cours du scrutin parlementaire, convoqué par Artur Mas après le succès de la manifestation indépendantiste de la Diada puis le refus de Mariano Rajoy d'une décentralisation de la gestion des impôts, Convergence et Union subit un revers en perdant 12 députés — mais reste la première force parlementaire — tandis que la Gauche républicaine devient le deuxième groupe du Parlement, devançant le Parti socialiste d'un seul siège.
Cinq jours après la tenue du scrutin, CiU et ERC décident d'ouvrir des négociations en vue de sceller un accord permettant l'investiture du président de la Généralité sortant pour un second mandat, sur la base d'une feuille de route devant mener à une consultation populaire sur l'indépendance de la Catalogne. L'accord entre les deux partis nationalistes est effectivement signé deux semaines plus tard, le 19 décembre par Artur Mas et Oriol Junqueras et prévoit l'organisation d'un vote de tous les Catalans sur la question de l'indépendance au cours de l'année 2014. Le chef sortant de l'exécutif est réélu dans ses fonctions deux jours plus tard par 71 voix pour et 64 contre. Il est assermenté le 24 décembre.

### Consultation indépendantiste
Le 22 mai 2013, le Parlement organise en séance plénière la discussion générale autour d'une proposition de loi co-signée par Convergence et Union, la Gauche républicaine, le Parti socialiste, Initiative pour la Catalogne et la Candidature d'unité populaire (CUP) et qui permettrait au président de la Généralité de convoquer un référendum consultatif. Le lendemain, le texte est pris en considération par avec un large soutien parlementaire, 104 députés se prononçant en faveur de l'examen de la proposition de loi, seuls le Parti populaire et Ciutadans s'y opposant. La « loi relative aux consultations populaires non-référendaires et à la participation citoyenne » est définitivement adoptée par les députés le 19 septembre 2014 par 106 voix pour et 28 contre, le groupe parlementaire socialiste précisant néanmoins que de son point de vue, cette norme ne peut servir de base juridique pour la convocation d'une votation concernant l'indépendance de la Catalogne.
Moins de dix jours après le vote du Parlement, Artur Mas signe le 27 septembre un décret convoquant le vote sur l'avenir politique de la Catalogne pour le 9 novembre suivant, en se basant justement sur la loi sur les consultations populaires. Les électeurs sont invités à répondre à la question principale « Voulez-vous que la Catalogne soit un État ? » et à la question susbdiaire « Voulez-vous que cet État soit indépendant ? ». Le jour du scrutin, plus de 90 % des votants se prononcent pour la reconnaissance de la communauté autonome comme un État, et 80 % souhaitent que celui-ci accède à l'indépendance, le taux de participation s'établissant à 33 % des inscrits. La loi relative aux consultations populaires, ainsi que le vote du 9 novembre sont annulés trois mois et demi plus tard par le Tribunal constitutionnel espagnol, qui se prononce à l'unanimité.

### Rupture de Convergence et Union
Dans la perspective des élections parlementaires anticipées du 27 septembre 2015, la direction de l'Union démocratique de Catalogne (UDC ou Unió) choisit de consulter ses militants sur la feuille de route qu'elle a l'intention de soumettre à la direction de Convergence et Union, ne se prononçant pas clairement sur la séparation d'avec l'État espagnol et traçant comme lignes rouges le dialogue avec le gouvernement espagnol et le refus d'une déclaration unilatérale d'indépendance. Lors du vote interne le 14 juin, 50 % des votants soutiennent la posture de la direction, 47 % se prononçant défavorablement.
En réaction à cette prise de position, la Convergence démocratique de Catalogne (CDC ou Convergència) adresse un ultimatum à son partenaire historique : l'Union démocratique dispose de trois jours pour dire si elle soutient clairement l'accession de la Catalogne à l'indépendance et si elle a l'intention d'aller aux urnes conjointement avec la Convergence démocratique sur la base d'un programme explicite en faveur de la sécession. Le 17 juin, les trois membres de l'UDC au conseil exécutif, la vice-présidente du gouvernement et conseillère à la Gouvernance et aux Relations institutionnelles Joana Ortega (ca), le conseiller à l'Intérieur Ramon Espadaler (ca) et le conseiller à l'Agriculture Josep Maria Pelegrí (ca) annoncent leur départ de l'exécutif autonome, mais la direction d'Unió indique que la stabilité du gouvernement reste assurée et que le groupe parlementaire ne sera pas rompu d'ici la fin de la législature. Le coordonnateur général de Convergència Josep Rull indique le lendemain que « le projet politique de la fédération CiU a pris fin » après 37 années d'alliance. En conséquence, le gouvernement est remanié le 22 juin.

### Succession
À la suite d'une réunion entre Artur Mas, Oriol Junqueras, la présidente de l'Assemblée nationale catalane Carme Forcadell, la présidente d'Òmnium Cultural Muriel Casals et le président de l'Association de communes pour l'indépendance (AMI) Josep Maria Vila d'Abadal (ca), le président de la Généralité annonce le 14 janvier 2015 son intention de convoquer des élections anticipées pour renouveler le Parlement le 27 septembre, les faisant coïncider avec le premier anniversaire de la signature du décret de convocation de la consultation populaire sur l'indépendance.
Le scrutin voit la victoire à la majorité relative de la coalition Ensemble pour le oui (JxSí) — qui réunit la Convergence démocratique, la Gauche répulicaine, l'Assemblée nationale et Òmnium — avec 62 députés, tandis que la mouvance indépendantiste totalise 72 sièges grâce aux dix élus remportés par la Candidature d'unité populaire, mais échoue à obtenir plus de la moitié des voix en recueillant 47,7 % des suffrages exprimés. Proposé par la présidente du Parlement Carme Forcadell comme candidat à la présidence, Artur Mas échoue lors des deux tours de scrutin à convaincre la CUP de voter en sa faveur, et voit sa candidature systématiquement rejetée par 62 voix pour et 73 contre ; son échec déclenche, à compter du premier vote perdu, un délai de deux mois à l'issue duquel une absence d'investiture conduira à la convocation de nouvelles élections,.
Le 9 janvier 2016, à quelques heures de la date limite pour la dissolution automatique du Parlement, Ensemble pour le oui et la Candidature d'unité populaire annoncent être parvenus à un accord permettant l'investiture d'un candidat à la présidence et garantissant la stabilité du futur exécutir, Artur Mas faisant savoir à cette occasion qu'il a proposé le maire de Gérone Carles Puigdemont pour le remplacer. Ce dernier est effectivement élu président de la généralité de Catalogne le lendemain par 70 voix pour, 63 contre et deux abstentions provenant de la CUP. Il est assermenté deux jours plus tard au palais de la Généralité à Barcelone et forme son propre gouvernement.

## Composition

### Initiale (27 décembre 2012)
- Les nouveaux conseillers sont indiqués en gras, ceux ayant changé d'attributions en italique.

| Fonction                                                                                        | Titulaire | Titulaire                         | Parti |
| ----------------------------------------------------------------------------------------------- | --------- | --------------------------------- | ----- |
| Président de la Généralité                                                                      |           | Artur Mas i Gavarró               | CDC   |
| Vice-présidente du gouvernement Conseillère à la Gouvernance et aux Relations institutionnelles |           | Joana Ortega i Alemany (ca)       | UDC   |
| Conseiller à la Présidence                                                                      |           | Francesc Homs i Molist            | CDC   |
| Conseiller à l'Économie et à la Connaissance                                                    |           | Andreu Mas-Colell                 | CDC   |
| Conseillère à l'Enseignement                                                                    |           | Irene Rigau i Oliver (ca)         | CDC   |
| Conseiller à la Santé                                                                           |           | Boi Ruiz i Garcia (ca)            | Sans  |
| Conseiller à l'Intérieur                                                                        |           | Ramon Espadaler i Parcerisas (ca) | UDC   |
| Conseiller au Territoire et à la Durabilité                                                     |           | Santiago Vila i Vicente           | CDC   |
| Conseiller à la Culture                                                                         |           | Ferran Mascarell i Canalda (ca)   | Sans  |
| Conseiller à l'Agriculture, à l'Élevage, à la Pêche, à l'Alimentation et au Milieu naturel      |           | Josep Maria Pelegrí i Aixut (ca)  | UDC   |
| Conseillère au Bien-être social et à la Famille                                                 |           | Neus Munté i Fernández            | CDC   |
| Conseiller aux Entreprises et à l'Emploi                                                        |           | Felip Puig i Godes (ca)           | CDC   |
| Conseiller à la Justice                                                                         |           | Germà Gordó i Aubarell (ca)       | CDC   |

### Remaniement du 22 juin 2015
- Les nouveaux conseillers sont indiqués en gras, ceux ayant changé d'attributions en italique.

| Fonction                                                                                   | Titulaire | Titulaire                                    | Parti |
| ------------------------------------------------------------------------------------------ | --------- | -------------------------------------------- | ----- |
| Président de la Généralité                                                                 |           | Artur Mas i Gavarró                          | CDC   |
| Vice-présidente du gouvernement Conseillère au Bien-être social et à la Famille            |           | Neus Munté i Fernández                       | CDC   |
| Conseiller à la Présidence                                                                 |           | Francesc Homs i Molist (jusqu'au 16/11/2015) | CDC   |
| Conseillère à la Gouvernance et aux Relations institutionnelles                            |           | Meritxell Borràs i Solé                      | CDC   |
| Conseiller à l'Économie et à la Connaissance                                               |           | Andreu Mas-Colell                            | CDC   |
| Conseillère à l'Enseignement                                                               |           | Irene Rigau i Oliver (ca)                    | CDC   |
| Conseiller à la Santé                                                                      |           | Boi Ruiz i Garcia (ca)                       | Sans  |
| Conseiller à l'Intérieur                                                                   |           | Jordi Jané i Guasch                          | CDC   |
| Conseiller au Territoire et à la Durabilité                                                |           | Santiago Vila i Vicente                      | CDC   |
| Conseiller à la Culture                                                                    |           | Ferran Mascarell i Canalda (ca)              | Sans  |
| Conseiller à l'Agriculture, à l'Élevage, à la Pêche, à l'Alimentation et au Milieu naturel |           | Jordi Ciuraneta i Riu (ca)                   | CDC   |
| Conseiller aux Entreprises et à l'Emploi                                                   |           | Felip Puig i Godes (ca)                      | CDC   |
| Conseiller à la Justice                                                                    |           | Germà Gordó i Aubarell (ca)                  | CDC   |